# December to Dismember 1995
December to Dismember (1995) was de inaugurele professioneel worstel-pay-per-view (PPV) evenement van December to Dismember dat georganiseerd werd door Extreme Championship Wrestling (ECW). Het evenement vond plaats op 9 december 1995 in het ECW Arena in Philadelphia, Pennsylvania. Hoewel dit evenement slechts één keer door ECW werd gehouden, was de naam "December to Dismember" later herrezen als een pay-per-view (PPV) evenement in 2006 dat georganiseerd werd door de World Wrestling Entertainment (WWE) voor hun ECW brand (merk).

## Matches
| Nr. | Match | Winnaar(s)                                     | Opmerkingen                                                   | Bron  |
| --- | --- | ---------------------------------------------- | ------------------------------------------------------------- | ----- |
| 1   | The Dudley Brothers (Buh Buh Ray Dudley & Dances with Dudley) (met Big Dick Dudley, Chubby Dudley & Sign Guy Dudley) vs. the Bad Crew (Dog & Rose) (met Damien Kane & Lady Alexandra)                                               | The Dudley Brothers                            | Tag team match.                                               | [ 1 ] |
| 2   | Taz (met Bill Alfonso) vs. El Puerto Riqueño | Taz                                            | Een-op-een match.                                             | [ 1 ] |
| 3   | Hack Meyers vs. Bruiser Mastino | Hack Meyers                                    | Een-op-een match.                                             | [ 1 ] |
| 4   | The Eliminators (Perry Saturn & John Kronus) vs. The Pitbulls (Pitbull #1 & Pitbull #2) | The Eliminators                                | Tag team match.                                               | [ 1 ] |
| 5   | Raven (met Beulah McGillicutty) vs. Tommy Dreamer | Raven                                          | Een-op-een match.                                             | [ 1 ] |
| 6   | J.T. Smith vs. Tony Stetson | J.T. Smith                                     | Een-op-een match.                                             | [ 1 ] |
| 7   | The Sandman (met Woman) vs. Mikey Whipwreck (c) vs. Steve Austin | The Sandman                                    | 3-Way dance match voor het ECW World Heavyweight Championship | [ 1 ] |
| 8   | The Public Enemy (Johnny Grunge & Rocco Rock) vs. the Heavenly Bodies (Jimmy Del Ray & Tom Prichard) | The Public Enemy                               | Tag team match.                                               | [ 1 ] |
| 9   | Tommy Dreamer, The Public Enemy (Johnny Grunge & Rocco Rock) & the Pitbulls (Pitbull #1 & Pitbull #2) vs. Raven, the Heavenly Bodies (Jimmy Del Ray & Tom Prichard), The Eliminators (Perry Saturn & John Kronus) & Stevie Richards | Tommy Dreamer, The Public Enemy & The Pitbulls | Ultimate Jeopardy steel cage match                            | [ 1 ] |